# Skede församling
Skede församling var en församling i Växjö stift och Vetlanda kommun. Den 1 januari 2010 uppgick församlingen i Alseda församling.
Församlingskyrka var Skede kyrka.

## Administrativ historik
Församlingen har medeltida ursprung.
Församlingen utgjorde till omkring 1560 ett eget pastorat för att från 1560 vara annexförsamling i pastoratet Alseda, Skede och Ökna, som 1962 utökades med Karlstorp och 1992 med Skirö. År 2010 uppgick församlingen i Alseda församling.
Församlingskod var 068518.